# Benzo
benzo（ベンゾ）は日本のバンド。1992年北海道帯広市で結成。バンド名は帯広を開拓した依田勉三に因んでいる。

## 概要
1998年3月25日にシングル『抱きしめたい』、アルバム『benzoの場合』で日本クラウンからメジャーデビュー。2001年解散。
2013年7月24日、アルバム『benzoの場合』と『DAYS』が、メンバー立会いの最新リマスター、ボーナス・トラック追加収録のデラックス・エディションとして復刻。13年振りのワンマン・ライヴを東京・大阪にて、初のフル・オリジナル・メンバー（平泉光司、伊賀航、高野勲、佐々木一也、キンドー）で開催している。

## メンバー
- 平泉光司
  - ボーカル、ギター担当
  - COUCHで活動中。
  - 2011年の単独LIVEで40歳になったことを告白した。
- 伊賀航
  - ベース担当
  - 細野晴臣、曽我部恵一、星野源のサポート等でも活躍。
- 高野勲
  - キーボード担当
  - 元FREEDOM SUITE。
  - GRAPEVINE、サニーデイ・サービスのサポート等でも活躍。

### 旧メンバー
- 佐々木一也
  - ドラム担当
  - 北海道帯広市出身で、平泉光司と共に上京している初期メンバー。
  - 2000年9月14日をもって脱退。脱退理由については「非常にプライベートなことのため、公表は避けている」[2]という発表であった。

- キンドー
  - キーボード担当
  - aka.辻みちよ。作詞も手掛ける。ツボを得た鍵盤プレイとコーラスで平泉の良きサポート役に徹し、紅一点としてバンドのムード・メイカーを務めた。アルバム『benzoの場合』完成後、メジャー・デビュー前にバンドを離れている。初期のイノトモ・バンドやlakeも兼任していた。イノトモのアルバム『七色』収録の「カルピス」（オムニバス・アルバム『喫茶ロックnow』収録の「涼風懐歌」と同曲）はキンドーの作品。

他数名が過去に在籍。